# Mai 2010 en Afrique
Cet article présente les faits marquants du mois de mai 2010 en Afrique.

## Mardi4 mai 2010
La maison d'édition belge, Casterman, annonce avoir été assignée en justice, en tant qu'éditeur et distributeur, par un Congolais, Bienvenu Mbutu Mondondo, résident en Belgique, afin d'obtenir l'interdiction de l'album Tintin au Congo (1930), une œuvre qu'il estime « raciste » à l'égard des Africains. Le plaignant « demande que l'album soit retiré de la vente ou à défaut qu'un avertissement y soit inséré », comme c'est déjà le cas dans l'édition anglaise, car il considère que la vision des Noirs africains qu'il véhicule est offensante. La maison d'édition estime que « la position de Casterman est de s'opposer au retrait. Cela fait 80 ans que cet ouvrage, qui n'est qu'une photographie de sentiments de l'époque, est distribué aussi bien en Europe qu'en Afrique, sans causer de problèmes […] "Tintin au Congo" fait partie du patrimoine mondial de la bande dessinée ».

## Mercredi12 mai 2010

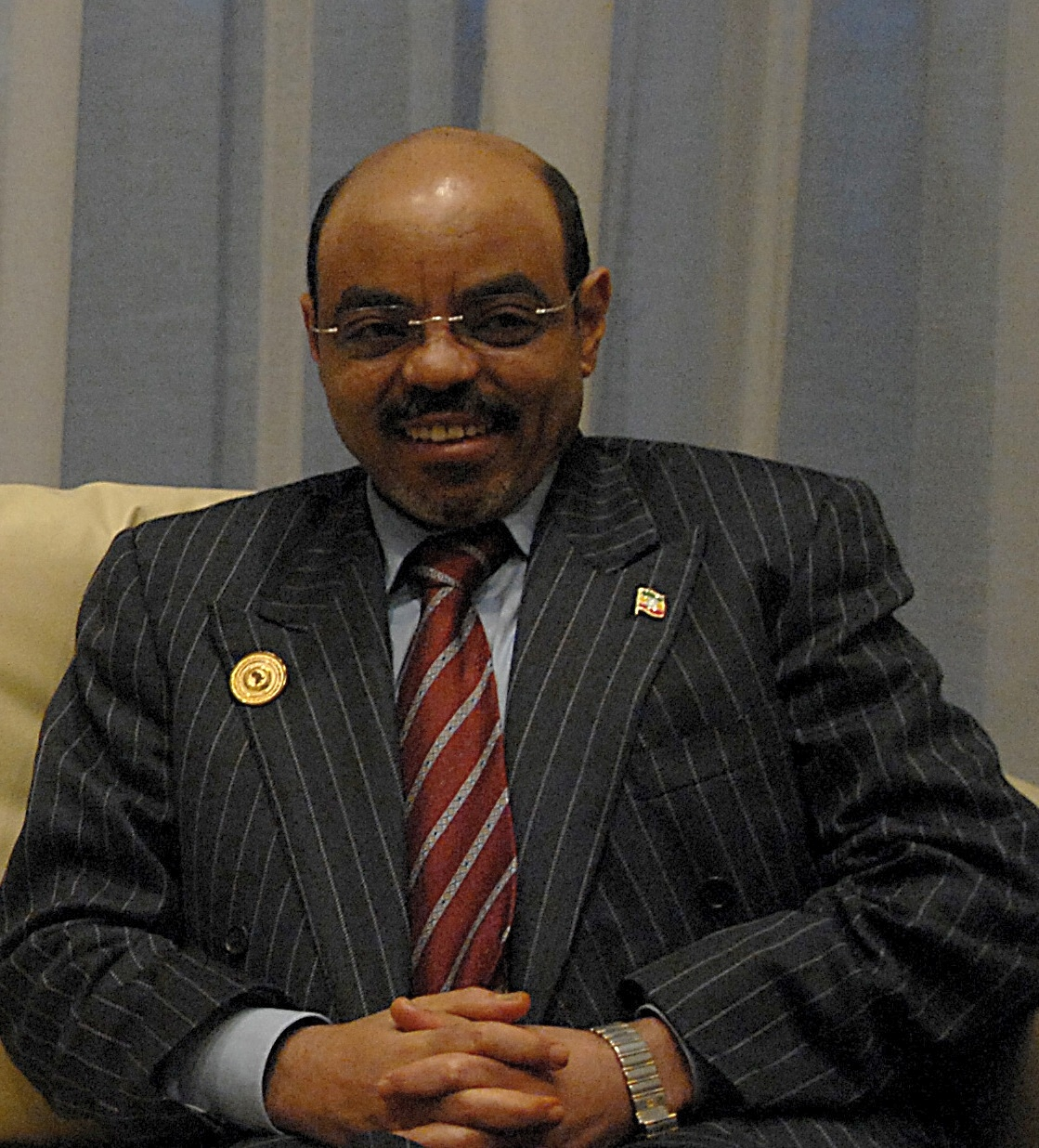
Meles Zenawi
(juillet 2008)

Lors d'une réunion des représentants de la Conférence des dix chefs d'État et de gouvernement africains sur le changement climatique — instance chargée de définir les stratégies de l'Afrique et de soumettre des actions concrètes en accord avec le Plan d'action issu du sommet de décembre 2009 à Copenhague — l'Afrique décide d'avoir une représentation unique pour toutes ces réunions et émet des doutes sur la capacité des pays développés à tenir leurs engagements financiers vis-à-vis de l'Afrique, exprimé lors du sommet de Copenhague, dans le cadre de la lutte contre le changement climatique. Selon le premier ministre éthiopien, Meles Zenawi : « Il est primordial de savoir si les engagements financiers seront tenus, des doutes avaient été exprimés et nous avons des indications comme quoi ces doutes étaient fondés […] nous devons affiner nos stratégies en nous concentrant spécialement sur la réalisation des engagements financiers de Copenhague ».

## Vendredi14 mai 2010
Quatre pays d'Afrique de l'Est — l'Éthiopie, l'Ouganda, le Rwanda et la Tanzanie — ont signé à Entebbe un nouvel accord, en négociation depuis une dizaine d'années, sur le partage des eaux du Nil, en l'absence du Burundi et de la République démocratique du Congo, et malgré le boycott de l'Égypte et du Soudan, farouchement opposés à ce projet, dont tous les détails n'ont pas été rendus publics. Ces derniers, qui estiment avoir des « droits historiques » sur le Nil, sont les principaux bénéficiaires du dernier traité de partage des eaux datant de 1959. Long de près de 6 700 km, le Nil est issu de la rencontre du Nil Blanc, qui prend sa source au lac Victoria (Ouganda, Kenya, Tanzanie), et du Nil bleu, dont l'origine est le lac Tana, en Éthiopie. Les deux fleuves se rejoignent à Khartoum, capitale du Soudan, puis le Nil traverse toute l'Égypte pour se jeter en un vaste delta dans la Méditerranée. Le traité de 1959, élaboré en 1929 par le colonisateur britannique, puis amendé 30 ans plus tard, attribue des quotas très favorables à l'Égypte (55,5 milliards de m3) et au Soudan (18,5 mds), soit au total 87 % du débit du fleuve. Il octroie en outre au Caire un droit de veto sur tous les travaux susceptibles d'affecter le débit du fleuve, qui fournit à l'Égypte 90 % de ses besoins en eau. Le Caire et Khartoum craignent que leur approvisionnement en eau ne soit drastiquement réduit avec ce nouvel accord cadre, qui prévoit de nombreux projets d'irrigations et de barrages hydro-électriques dans les pays en amont du fleuve. Selon le texte, la nouvelle Commission du Bassin du Nil sera chargée de recevoir et approuver tous les projets (canaux d'irrigation, barrages…) concernant le fleuve. Elle sera basée à Addis-Abeba et comptera des représentants des neuf pays concernés.

## Mardi18 mai 2010
Lors de l'ouverture à Yaoundé de la conférence « Africa 21 » — Conférence internationale à l'occasion du cinquantenaire des indépendances de 17 pays africains regroupant plusieurs personnalités dont des responsables de l'ONU et de l'Union africaine (UA) —, le président camerounais Paul Biya a plaidé pour l'attribution à l'Afrique d'« au moins un siège » de membre permanent du Conseil de sécurité de l'ONU : « L'Afrique n'est pas suffisamment représentée au niveau où sont prises les décisions qui engagent l'ensemble de la planète. C'est notamment le cas à l'ONU, et en particulier au Conseil de sécurité auquel les pays africains ne peuvent accéder qu'en tant que membres non permanents […] Il serait équitable que l'Afrique y dispose d'au moins un siège suivant un mode de représentation à arrêter entre Africains ».

## Mercredi19 mai 2010
Le directeur exécutif de l'Onusida, Michel Sidibé, révèle qu'environ 400 000 naissent chaque année avec le sida en Afrique : « On sait que le tiers de ces enfants vont mourir avant leur premier anniversaire s'ils n'ont pas accès au traitement. Que 50 % de ces enfants vont mourir avant leur deuxième anniversaire s'ils n'ont pas accès au traitement et que le reste de ces enfants seront sous traitement toute leur vie ». Sachant que partout ailleurs dans le monde la transmission de la mère à l'enfant est pratiquement éradiquée, Michel Sidibé lance un appel pour une Afrique « avec une génération d'enfants sans sida » estimant que « le Botswana a démontré le contraire » où la mortalité a été réduite de 50 %.

## Samedi22 mai 2010
La chef de la diplomatie de l'Union européenne, Catherine Ashton, lors d'une visite aux Seychelles, appelle à une plus large mobilisation des pays de la région contre la piraterie dans l'océan Indien. Le Kenya et les Seychelles sont à ce jour les deux seuls pays du littoral de l'océan Indien à avoir conclu des accords avec l'UE pour détenir préventivement et poursuivre en justice les présumés pirates appréhendés par la force navale européenne Atalante. Mais ces deux pays se sont depuis plaint de la lourdeur et du coût induits par ces poursuites. La plupart des pirates arrêtés par des navires de guerre étrangers ces dernières années au large de la Somalie ont été relâchés, soit en l'absence de preuve suffisante de leur culpabilité soit à cause de l'engorgement des systèmes judiciaires et pénitentiaires locaux.

## Mercredi26 mai 2010
Selon le ministère français des Affaires étrangères, l'aide française aux populations affectées par une situation alimentaire et nutritionnelle très critique au Sahel, s'est montée à plus de 6 millions d'euros, dont Niger (3 M€), Tchad (1,8 M€), Mauritanie, Burkina Faso et Togo. Selon l'ONU, quelque 10 millions de personnes sont « touchées » par la grave crise alimentaire affectant cette région en crise, la baisse de la production a entraîné un déficit céréalier et un déficit fourrager affectant le bétail ainsi qu'un renchérissement des denrées alimentaires dans un contexte de vulnérabilité alimentaire et de malnutrition déjà structurellement élevées.

## Lundi31 mai 2010
Ouverture à Nice du 25e sommet franco-africain.